# Choo Ja-hyun
Choo Ja-hyun (nacida como Choo Eun-joo) es una actriz surcoreana, conocida en su país por las películas Bloody Tie (2006) y Portrait of a Beauty (2008), en su mayoría ha trabajado en China desde 2007, destacándose en el drama The Temptation to Go Home (2011). Participó en la serie Head Over Heels o más conocido por El Hada y El Pastor (2025).

## Biografía
Nació y se crio en Daegu, Gyeongsang del Norte, Corea del Sur. La única hija de una cosmetóloga y un trabajador de cuello blanco, sus padres se divorciaron cuando tenía 18 años de edad. También reveló en un show de TV Chino que tuvo una hermana menor, la cual murió ahogada cuando era joven. Se graduó de la Universidad Dankook en 1997, con una licenciatura en Teatro y Cine.

## Carrera
Utilizando el nombre artístico Choo Ja-hyun, comenzó su carrera como modelo a los 17 años de edad. 
Debutó como actriz en 1996, y llegó a participar en varias series, entre ellas las exitosas Successful Story of a Bright Girl (2002), Sunrise House (2002) y Apgujeong House (2003).
Luego de una década de relativa oscuridad, atrajo los elogios de la crítica en 2006 por su interpretación de una devastada adicta en Bloody Tie, un film noir acerca del comercio de metanfetamina en la década de 1990 en Busan.
Ganó reconocimiento por su actuación en los Grand Bell Awards, los Korean Film Awards, y en los Director's Cut Awards, así como nominaciones en los Blue Dragon Film Awards y los Baeksang Arts Awards.
Luego protagonizó la película erótica e histórica Portrait of a Beauty, basada en la novela Painter of the Wind de Lee Jung-myung que reinventaba al artista Shin Yun-bok de la dinastía Joseon como una mujer disfrazada de hombre. Portrait of a Beauty se convirtió en la 8ª película coreana más taquillera de 2008, con Choo nuevamente recibiendo nominaciones como actriz de reparto por la interpretación de una gisaeng que entretiene a los nobles con bailes y recitales de poesía.
Esta fue seguida por Missing (2009), una película slasher en la que su personaje está decidida a encontrar a su hermana menor, que ha sido secuestrada por un campesino psicópata, el cual viola y asesina a mujeres jóvenes.
Posteriormente protagonizó Loveholic (2010), un drama de romance, dirigido por Kwon Chil-in. Interpretó a una autodestructiva mujer con un problema de alcoholismo, la cual atraviesa una crisis profesional y va a recuperarse en la casa de una amiga hasta poder ordenar su vida, pero entonces tiene un romance con un esposo que ha sido engañado.
El 1 de junio de 2020 se unió al elenco de la serie My Unfamiliar Family (también conocida como "(Although We Don’t Know Much) We Are a Family") donde dio vida a la ex-abogada Kim Eun-joo, la racional y lógica primera hija de una familia que trabaja en una editorial, que tiene un fuerte orgullo y nunca habla sobre sus preocupaciones o problemas con nadie, hasta el final de la serie el 21 de julio del mismo año.
El 6 de abril de 2022 se unirá al elenco de la serie Green Mothers' Club donde interpretará a Choon-hee, la creadora de tendencias de la asociación de los padres, con su hermosa apariencia y con una gran capacidad para obtener información privilegiada. Sus hijos luchan con sus altas expectativas de que ingresen a universidades prestigiosas, pero ella lo racionaliza como una nueva forma de amor maternal y cree que esto es lo que se requiere para triunfar en el mundo actual.

## Vida personal
Choo anunció el 30 de noviembre de 2016 que iba a casarse con el actor y cantante chino Yu Xiaoguang en 2017. Su agencia dijo que las familias de los dos ya se habían reunido y discutieron cómo prepararse para la boda. La actriz reveló por primera vez su relación romántica a través de la red social china Weibo en septiembre de 2015. La pareja se conoció mientras que participaban en un drama chino en 2012. El 1 de junio de 2018 le dieron la bienvenida a su primer hijo en Seúl, Corea del Sur.

## Filmografía

### Series de televisión
| Año  | Título en inglés                  | Título en coreano                | Papel                    | Canal   | Notas                       | Ref.                 |
| ---- | --------------------------------- | -------------------------------- | ------------------------ | ------- | --------------------------- | -------------------- |
| 1996 | 18, Feeling of Growing Up         | 성장느낌 18세                    |                          | SBS     |                             |                      |
| 1997 | Miss & Mister                     | 미스&미스터                      |                          | SBS     |                             |                      |
| 1998 | The Eldest                        | 맏이                             |                          | MBC     |                             |                      |
| 1999 | KAIST                             | 카이스트                         |                          | SBS     |                             |                      |
| 1999 | The Last War                      | 마지막 전쟁                      |                          | MBC     |                             |                      |
| 2000 | Legends of Love                   | 사랑의 전설                      |                          | SBS     |                             |                      |
| 2000 | Because of You                    | 당신때문에                       | Ahn Soo-eun              | MBC     |                             |                      |
| 2000 | Cruise of Love                    | 사랑의 유람선                    |                          | KBS2    |                             |                      |
| 2001 | Outing                            | 외출                             | Jung Nan-young           | SBS     |                             |                      |
| 2002 | Successful Story of a Bright Girl | 명랑소녀 성공기                  | Hwang Bo-bae             | SBS     |                             |                      |
| 2002 | Sunrise House                     | 해뜨는 집                        | Jung Mi-hee              | SBS     |                             |                      |
| 2003 | Apgujeong House                   | 압구정 종갓집                    | hija mayor               | SBS     |                             |                      |
| 2003 | S#arp 1                           | 반올림1                          | narración                | KBS2    |                             |                      |
| 2004 | Oh Feel Young                     | 오! 필승 봉순영                  | Heo Song-ja              | KBS2    |                             |                      |
| 2005 | Family Scandal                    | 가족 연애사                      | Sun-ah                   | OCN     |                             |                      |
| 2010 | A Man Called God                  | 신이라 불리운 사나이             | Seo Mi-soo/Choi Kang-hee | MBC     |                             |                      |
| 2018 | Misty                             | 미스티                           |                          | JTBC    |                             |                      |
| 2019 | Beautiful World                   | 아름다운 세상                    | Kang In-ha               | JTBC    |                             |                      |
| 2019 | Arthdal Chronicles                | 아스달 연대기                    | Asa Hon                  | tvN     | Primera temporada           | [ 19 ]               |
| 2020 | My Unfamiliar Family              | (아는 건 별로 없지만) 가족입니다 | Kim Eun-joo              | tvN     |                             |                      |
| 2022 | Green Mothers' Club               | 그린 마더스 클럽                 | Byun Chun-hee            | JTBC    |                             |                      |
| 2022 | The Accidental Narco              | 수리남                           |                          | Netflix |                             |                      |
| 2022 | Las hermanas                      | 작은 아씨들                      | Jin Hwa-young            | tvN     | Aparición especial          | [ 20 ]               |
| 2025 | Sin máscaras                      | 트리거                           | Jo Hye-won               | Disney+ | Aparición especial, ep. 3-4 | [ 21 ]               |
| 2025 | El hada y el pastor               | 견우와 선녀                      | Yeom-hwa                 | tvN     |                             | [ 22 ] [ 23 ] [ 24 ] |

### Series chinas / taiwanesas
| Año  | Título en inglés                        | Título en chino | Papel                     | Red      |
| ---- | --------------------------------------- | --------------- | ------------------------- | -------- |
| 2003 | Scent of Love                           | 恋香            | Jeon Ho-yeon/Yin Xiangzhi | TTV      |
| 2007 | The Legend of the Banner Hero           | 大旗英雄传      | Shui Lingguang            | CCTV-8   |
| 2007 | The Legend of Chu Liuxiang              | 楚留香传奇      | Shi Guanyin               | CCTV-8   |
| 2007 | Let Love Rain Like Pearls               | 让爱化作珍珠雨  | Bei Xinru                 |          |
| 2011 | The Temptation to Go Home               | 回家的诱惑      | Gao Shanshan/Lin Pinru    | Hunan TV |
| 2012 | Wipe Out the Bandits of Wulong Mountain | 新乌龙山剿匪记  | Chen Feng Jiao            | Hunan TV |
| 2012 | Turbulence of the Mu Clan               | 木府风云        | A Leqiu                   | CCTV-8   |
| 2012 | 从将军到士兵                            | Guan Biyun      |                           |          |
| 2013 | Hu Xian                                 | 狐仙            | Nie Xiaoqian              | HNTV     |
| 2013 | Legend of Southwest Dance and Music     | 舞乐传奇        | Ye Shaluo                 | CCTV-8   |
| 2014 | 长安三怪探                              | Wei Ruozhao     | SDTV                      |          |
| 2014 | Xiu Xiu's Men                           | 秀秀的男人      | ZJSTV                     |          |
| 2014 | Gorgeous Workers                        | 华丽上班族      | Zhang Wei                 | JSTV     |

### Cine
| Año  | Título en inglés                             | Título original      | Papel        |
| ---- | -------------------------------------------- | -------------------- | ------------ |
| 1996 | The Adventures of Mrs. Park                  | 박봉곤 가출 사건     | Hye-soo      |
| 2005 | Short Time                                   | 이대로, 죽을 순 없다 | Yang Jung-ae |
| 2005 | Travel in Fog                                | 안개 속의 여행       |              |
| 2006 | Bloody Tie                                   | 사생결단             | Ji-young     |
| 2008 | Portrait of a Beauty                         | 미인도               | Seol-hwa     |
| 2009 | Missing                                      | 실종                 | Hyun-jung    |
| 2010 | Le Grand Chef 2: Kimchi Battle               | 식객:김치전쟁        | (cameo)      |
| 2010 | Loveholic                                    | 참을 수 없는         | Ji-heun      |
| 2011 | Short! Short! Short! 2010: Fantastic Theater | 환상극장             | Lee Seo-yeon |
| 2014 | The Boundary                                 | 全城通缉             |              |

## Premios y nominaciones
| Año  | Premio                                       | Categoría                         | Nominación                                       | Resultado |
| ---- | -------------------------------------------- | --------------------------------- | ------------------------------------------------ | --------- |
| 2006 | 7th Busan Film Critics Awards                | mejor actriz de reparto           | Bloody Tie                                       | Ganadora  |
| 2006 | 43rd Grand Bell Awards                       | mejor actriz nueva                | Bloody Tie                                       | Ganadora  |
| 2006 | 27th Blue Dragon Film Awards                 | mejor actriz nueva                | Bloody Tie                                       | Nominada  |
| 2006 | 5th Korean Film Awards                       | mejor actriz de reparto           | Bloody Tie                                       | Ganadora  |
| 2006 | 5th Korean Film Awards                       | mejor actriz nueva                | Bloody Tie                                       | Ganadora  |
| 2006 | 9th Director's Cut Awards                    | mejor actriz nueva                | Bloody Tie                                       | Ganadora  |
| 2007 | 43rd Baeksang Arts Awards                    | mejor actriz nueva                | Bloody Tie                                       | Nominada  |
| 2009 | 46th Grand Bell Awards                       | mejor actriz de reparto           | Portrait of a Beauty                             | Nominada  |
| 2009 | 30th Blue Dragon Film Awards                 | mejor actriz de reparto           | Portrait of a Beauty                             | Nominada  |
| 2009 | 17th Korean Culture and Entertainment Awards | premio excelencia, actriz de cine | Portrait of a Beauty                             | Ganadora  |
| 2012 | CCTV Chinese TV Star of the Year Awards      | premio cooperación internacional  |                                                  | Ganadora  |
| 2013 | 2nd APAN Star Awards                         | premio a los logros               | [NA]: {{{1}}}                                    | Ganadora  |
| 2013 | 8th Seoul International Drama Awards         | mejor actriz                      | Turbulence of the Mu Clan                        | Nominada  |
| 2015 | 10th Seoul International Drama Awards        | premio de popularidad Mango TV    | [NA]: {{{1}}}                                    | Ganadora  |
| 2017 | 11th SBS Entertainment Awards                | mejor estrella del año            | Same Bed, Different Dreams 2: You Are My Destiny | Ganadora  |
| 2020 | 7th APAN Star Award                          | Best Supporting Actress           | My Unfamiliar Family                             | Nominada  |